# Sequim d'Ouro
O Sequim d'Ouro (em italiano Zecchino d'Oro [dzekˈkiːno ˈdɔːro]) é um festival e um concurso musical internacional para crianças.
Iniciado em 1959, é gravado todos os anos em Bolonha, Itália, no teatro Antoniano. Todos os anos, o coro "Piccolo Coro Mariele Ventre dell Antoniano" dirigido por Sabrina Simoni acompanha as canções dos meninos dos países concorrentes. A sua emissão, é em Novembro, e é transmitida em Portugal na altura do Natal, geralmente na noite do dia 25 de dezembro. Neste concurso costuma aparecer a famosa personagem Topo Gigio.
Portugal ganhou em 1980 com "Ho visto un rospo" [Eu vi Um Sapo] na voz de Maria Armanda.

## Canções em portugues no Sequim d'Ouro

### Brasil
- Samba della mia terra (1977)
- Non ci gioco più (1985)
- Balancê (1981)
- Questo samba (1992)
- Ohi Ohi Ohi!, capitano tutte a me (1996)
- I gol di Zè (2000)
- Tin tin tin berimbau (2006)

### Portugal
- Nella bottega di mastro André [Na loja do Mestre André] - Ana Rita Marques Guimaráes  - 1978 - M-Giordano Bruno Martelli / Tradizionale  / Vittorio Sessa Vitali
- Ho visto un rospo [Eu vi Um Sapo] - Maria Armanda de Jesus Lopes - 1980 - M-César Batalha / L-Lúcia Carvalho / Ermanno Parazzini
- Un gallo del Portogallo [Os olhos da Marianita] - Isabel Patricia De Sousa - 1981 - Tradizionale / Danpa M:Giordano Bruno Martelli
- Etciù! [Atchim!] - João Nuno Salvado - 1984 - L+M-Teresa Paula Ferreira / Alberto Testa
- Tre luci [A estrelinha pisca-pisca] - Maria Ana Clode  - 1986 - M-Isabel Clode / L-Maria Isabel Mendonça Soares / Fernando Rossi
- Sette matitine [A minha caixinha de lapis de cor] - Vanessa Martins - 1991 - L+M-Migu (Maria Augusta  Dos Santos Marques De Mendonça) / Sandro Tuminelli
- La canzone [Esta É Uma Canção De Embalar] - Marina Oliveira Pacheco - 1994 - M-Victor Dias L-Maria José Rouxinol / Giorgio Calabrese
- Che belli gli uccellini [O berço dos passarinhos] - Susana Jóia Jordão - 1995 - L+M-Migu (Maria Augusta Dos Santos Marques De Mendonça) / Sandro Tuminelli.
- Il tappeto volante [Num tapete voador] - Ana Ribeiro Da Maia - 1998 - M-Artur Jordão L-Alexandrina Pereira / Alessandra Valeri Manera
- La stellina [A estrelinha voadora] - Catarina Atanázio - 2004 - L-Antonio Castro / Ivano Balduini / M-João Nunes Atanázio
- Il mio mondo [Nas minhas pequenas mãos] - Bianca Varela Maino - 2008 - M-Artur Jordão L-Alexandrina Pereira Artur Jordão / Antonella Boriani